# 田村ゆかりのいたずら黒うさぎ
『田村ゆかりのいたずら黒うさぎ』（たむらゆかりのいたずらくろうさぎ）は、2003年4月6日未明（5日深夜）から2016年3月27日未明（26日深夜）まで放送されていた声優の田村ゆかりがパーソナリティを務めるラジオ番組（アニラジ）であり、姉妹番組には『喫茶 黒うさぎ〜秘密の小部屋〜』（Oh!sama TV）があった。

## 番組について
文化放送A&Gゾーンにおいて、2006年時に聴取率1位を獲得した人気番組。当時、株式会社ユービックの代表取締役を務めていたライターの小坂橋英一（現・ピクシブ株式会社取締役副社長）からは、「声優としての人気も高いゆかりんだが、フリートークのおもしろさもかなりのもの」・「オリジナリティあふれるトークはこれまでの声優ラジオにないスタイル」といった好評を得ている。ここでの「ゆかりん」とは、田村ゆかりの愛称を指す。
また、メッセージを紹介する際のラジオネームは「うさりんネーム」となっている。
2016年2月10日に、2016年3月27日未明（26日深夜）の放送をもって終了することが発表され、同日に番組は13年の歴史に幕を降ろした。

### 放送時間
（2016年3月現在）
- 放送局欄の●は最終回放送時点でのFM補完放送対応局。

| 放送地域   | 放送局               | 放送時間                     | 放送期間                      | 備考 |
| ---------- | -------------------- | ---------------------------- | ----------------------------- | --- |
| 関東広域圏 | 文化放送（QR）●      | 日曜 0:00 - 0:30（土曜深夜） | 2003年4月6日 - 2016年3月27日  | 制作局 「文化放送A&Gゾーン」。 前夜の野球中継延長により、放送時間の変更または休止されることがある。 休止された場合は文化放送のみ該当週の放送が飛ばされ、他のネット局5局のみの放送（一種の裏送り）となる。 2012年1月1日放送分は年越し特番放送のため、2011年12月31日23:00 - 23:30に前倒しして放送。 FM補完放送は2015年12月13日放送分より実施。 |
| 近畿広域圏 | 朝日放送（ABC）●     | 日曜 1:30 - 2:00（土曜深夜） | 2003年4月6日 - 2016年3月27日  | 2005年7月31日 - 8月28日の放送は高石送信所の送信機改修工事のため0:30 - 1:00に暫定移動。 FM補完放送は2016年3月19日より最終2回分のみ実施。 |
| 福岡県     | 九州朝日放送（KBC）● | 火曜 0:30 - 1:00（月曜深夜） | 2009年4月7日 - 2016年3月29日  | FM補完放送は最終回のみ実施（ただし、実際は最終回1回前の放送より試験放送として実施されていた。）。 |
| 中京広域圏 | 東海ラジオ（SF）●    | 日曜 22:30 - 23:00           | 2010年4月11日 - 2016年3月27日 | 当日の野球中継が21:30を越えて延長した場合、他番組とともに放送時間が繰り下げられる。 FM補完放送は2015年10月2日放送分より実施。 |
| 福島県     | ラジオ福島（RFC）    | 日曜 22:30 - 23:00           | 2013年10月6日 - 2016年3月27日 | |
| 北海道     | STVラジオ（STV）     | 月曜 1:00 - 1:30（日曜深夜） | 2011年1月3日 - 2016年3月28日  | 2011年4月4日までは0:30 - 1:00の放送であったが、『日曜アタックヤング』開始に伴い現在の時間に移動。 前夜の野球中継が延長した場合、放送時間繰り下げが生じる場合がある。 |

### スタッフ
- パーソナリティ：田村ゆかり
- ディレクター：古谷光男
- 構成作家：矢野了平（CAMEYO）
  - 放送中に聞こえる男性の笑い声の主。ミニコーナーでの出題者役も務める。
  - フリートーク中に時折筆談でツッコミなどを入れることがある。#13から笑うようになっている。
  - 矢野は全国高等学校クイズ選手権の構成も務めており、毎年8月頃にこの番組の収録の為に一回収録を休むのが恒例になっている。その際には収録当日に在席しているスポンサーの広報の人がスタジオに入る。
- キングレコード担当：石岡朋子・江畑航
- その他

### 過去のスタッフ
- コナミ広報担当：芳井実佐子・鈴木敦子・榊原聖子・米澤卓郎（コナミが提供を離れた後は出演が無くなった）他

## 番組構成
番組は大きく分けて3つの構成になっている。

### オープニング・ふつおた（普通のお便り）
まずはフリートークで始まるが、話題の多くは番組スタッフ・最近あった身の回りの事件・季節・番組の放送回数にまつわる話のどれかである。
その後、CMを挟みリスナーからのふつおた（普通のお便り）を読んでトークを膨らます。たまに膨らませないときもあるが、それは気分次第。また、パーソナリティの待遇改善・地位向上を求めるメールや手紙があると、かなり喜んで読み上げるが決まってスタッフの反応はいまいち。

### コーナー
- 3歩先までイッテQ![#598 -]
  - リスナーの『自分の家にある、自分の定位置』から、歩いて3歩以内の範囲にある情報をクイズ形式で募集し、田村がそのクイズに答えるコーナー。
- 気のせいクリニック[#598 -]
  - 日常生活で『○○をすると、××に良さそうな気がする』と、リスナーがなんとなく考えている『なんの裏付けもない健康情報』を募集するコーナー。
- マネージャー希望係[#599 -]
  - リスナーから送られたふざけた履歴書を、田村が笑いを堪えて読み上げるコーナー。実際の履歴書に書いて郵送で募集している。
- ドキュメント 伝統を受け継ぐ[#599 -]
  - 学校、家庭、職場など、リスナーの周りでなぜか伝統になっている変な習慣を募集し、それを『日本の伝統』として紹介するコーナー。

※「3歩先までイッテQ!」・「気のせいクリニック」と「マネージャー希望係」・「ドキュメント 伝統を受け継ぐ」は基本的に隔週放送である。

#### 不定期コーナー
- いたずら黒電話［不定期］
  - 普通のお便り宛に届いた中で電話番号が記載されているリスナーに突発的に電話をかけてみる企画。当初は特に名前は付いていなかったが、いつの間にかこの名称になった。
  - 採用者全員にかける回もあったが、留守番電話や圏外が多く本人が凹んでしまい、過去に比べかける頻度は減ったが、番組へのあて先を言う際に現在でも「電話をかけてほしい人は電話番号は書くように」と促している。

### エンディング
各コーナーへのお便り・メールの宛先告知とフリートーク。付箋の当選者発表も行なわれるが、現在はやっていない。

## 番組主題歌

### オープニングテーマ
- 「Lovely Magic」（#1 - #27・#77/シングル「Lovely Magic」より）
- 「Primary Tale」（#28 - #52/アルバム『蒼空に揺れる蜜月の小舟。』より）
- 「夢見月のアリス」（#53 - #76・#78/シングル「夢見月のアリス」より）
- 「Sweet Darlin'」（#79 - #106/シングル「Little Wish 〜lyrical step〜」より）
- 「candy smile」（#107 - #131/シングル「恋せよ女の子」より）
- 「Cutie♥Cutie」（#132 - #157/シングル「Spiritual Garden」より）
- 「デイジー・ブルー」（#158 - #170/アルバム『銀の旋律、記憶の水音。』より）
- 「天使のお仕事」（#171 - #190/シングル「童話迷宮」より）
- 「Princess Rose」（#191 - #211/シングル「Princess Rose」より）
- 「Melody」（#212 - #253/シングル「星空のSpica」より）
- 「チェルシーガール」（#254 - #278/アルバム『十六夜の月、カナリアの恋。』より）
- 「バンビーノ・バンビーナ」（#279 - #305/シングル「バンビーノ・バンビーナ」より）
- 「Cherry Kiss」（#306 - #347/アルバム『木漏れ日の花冠』より）
- 「Super Special Smiling Shy girl」（#348 - #386/シングル「You & Me」より）
- 「Gratitude」（#387 - #452/アルバム『シトロンの雨』より）
- 「アイ マイ ボーダー」（#453 - #512/アルバム『春待ちソレイユ』より）
- 「I.N.G.」（#513 - #551/シングル「W:Wonder tale」より）
- 「スパークリング☆トラベラー」（#552/アルバム『螺旋の果実』より）
- 「恋と夢と空時計」（#553 - #610/アルバム『螺旋の果実』より）
- 「あのねlove me do」（#611 -/シングル「あのねlove me do」より）

### エンディングテーマ
- 「恋歌姫」（#1 - #27/シングル『Lovely Magic』より）
- 「きらら時間旅行」（#28 - #52/アルバム『蒼空に揺れる蜜月の小舟。』より）
- 「空の向こう側に」（#53 - #78/シングル『夢見月のアリス』より）
- 「永遠」（#79 - #107/シングル『Little Wish 〜lyrical step〜』より）
- 「君をつれて」（#108 - #131/シングル『恋せよ女の子』より）
- 「Traveling with a Sheep」（#132 - #157/シングル『Spiritual Garden』より）
- 「優しい夜に。」（#158 - #189/アルバム『銀の旋律、記憶の水音。』より）
- 「プレゼント」（#190 - #211/シングル『Princess Rose』より）
- 「YOURS EVER」（#212 - #235/ベストアルバム『Sincerely Dears...』より）
- 「Jelly Fish」（#236 - #254/シングル 『Beautiful Amulet』より）
- 「上弦の月」（#255 - #279/アルバム『十六夜の月、カナリアの恋。』より）
- 「100 CARAT HEART」（#280 - #295/シングル『バンビーノ・バンビーナ』より）
- 「Don't wake me☆Up」（#296 - #305/シングル『Tomorrow』より）
- 「星降る夢で逢いましょう」（#306 - #349/アルバム『木漏れ日の花冠』より）
- 「Tiny Rainbow」（#350 - #366/シングル『My wish My love』より）
- 「涙のループ」（#367 - #386/シングル『おしえて A to Z』より）
- 「恋におちたペインター」（#387 - #404 /アルバム『シトロンの雨』より）
- 「floral blue」（#405 - #443/シングル『プラチナLover's Day』より）
- 「Rainy Rainy Sunday」（#444 - #485 /シングル『Endless Story』より）
- 「咲かせて乙女」（#486 - #551/シングル『微笑みのプルマージュ』より）
- 「恋と夢と空時計」（#552/アルバム『螺旋の果実』より）
- 「ナルシスが嘘をつく」（#553 - #565 /アルバム『螺旋の果実』より））
- 「レリーフのひとかけら」（#566 - #623 /シングル『秘密の扉から会いにきて』より）
- 「雨のパンセ」 (#624 - /シングル『好きだって言えなくて』より)

## 過去のコーナー
- いたずらカウンセリング［#1 - #13・#77］
  - リスナーから送られてきたあまり深刻でないお悩みに、田村ゆかりが答えるコーナー。オープニングで行われたものである。なお、このコーナーの後に番組のタイトルコールが入るが、このコーナーが無くなって以降、コールするタイミングがとれず、自然消滅した。
- ラジオドラマ こくら雅史シリーズ［#1 - #12］
  - 前番組の「もっと!モット!ときめきメモリアル」から引継いだコーナー。
  - 「ときめきメモリアル」のキャラクターデザインを手がけたこくら雅史のオリジナルキャラクターによるラジオドラマ。ドラマの後にドラマのテーマに沿った内容のお便りを募集していた。
  - 第77回放送ではラジオドラマ 腓返りシリーズという名前で類似のコーナーが放送されている。
- コナミからの情報コーナー［#1 - #209］
  - この番組の筆頭スポンサーであったコナミのPRコーナー。本人が2007年3月まで所属していたレコード会社もコナミデジタルエンタテインメント内の「マルチメディアカンパニー」であったので、CD発売やライブ開催などの告知もこのコーナーで行っていた。順番的にはゲームソフト、トイ&ホビー、オンラインのいずれかを先に行い、自身関連を含めたマルチメディアは後で行っていた。2007年4月8日［#210］より本人のレコード会社移籍・キングレコードとの共同提供による番組リニューアルの際に終了。
  - このコーナー冒頭の広報紹介時には必ず小芝居が入るのが定番となっていたが（厳密な開始時期は難しいが、小芝居っぽい物が行われるようになったのは2003年6月29日［#13］から）、リスナーからの「はじめてこのラジオを聞いた時のセリフが『先生って何カップ？』（小芝居の中のせりふ）だった」というおたよりや、いわゆる「かわいい番組」化の中で田村から小芝居を止めることが提案され、2005年10月9日［#132］以降の放送では小芝居が入らなくなってしまった（それに対して本人たちは笑いながら「こういうのも良いね!!」と語っていた）。ちなみに小芝居開始当初はコナミメディア（当時）の芳井への振りに使われていたが、その後2003年10月12日［#28］放送よりコナミの鈴木・榊原・米澤らにターゲットが変わり、芳井は寸劇のキャストになっていた。また、主に芳井はインドア派であること、鈴木は大食いやスポーツ好き、榊原はデスクの汚さや社内での奇行、米沢は嫁に頭が上がらないことなどがおもに小芝居のネタにされ、小芝居の「台本」はすべて放送作家の矢野が「手がけて」いた。
- おもちゃとかグッズを作っちゃおうというコーナー［#13 - #23］
  - ノベルティ以外にも番組オリジナルグッズを作ろうというコーナー。
  - グッズ案をリスナーから募集し、最終的にマグカップやカレンダー、テレカなどが2003年9月21日に調布市グリーンホールで行われた公開録音にて販売された。（後日こなみるくやネット通販でも販売）
- クイズマジックうさデミー［#24 - #39］
  - 田村ゆかり出演作品であるコナミのアーケードゲーム「クイズマジックアカデミー」に由来。
  - 大賢者の称号を目指してゆかりがリスナーからのクイズに挑戦するコーナー。
  - 5問中3問正解するとランクアップすることが出来た。
  - #39ではクイズ 焼肉うさデミーという名前で放送された。
- ゆかりのお名前相談所［#40 - #78］
  - リスナーから送られてきた質問に対して、田村ゆかりが名前を付けるコーナー。
- 朗読の女神［#41 - #50］
  - 迷えるリスナーの心に響くステキな朗読を届けるコーナー
  - 朗読する文章はリスナーから送られてくるもので、通常では朗読はされないような物が大半だった。
  - 例：漂白剤の注意書き、水道料金の督促状等
- トリビアのゆかり［#53 - #79］
  - 田村ゆかり本人も知らない「田村ゆかりのトリビア」をリスナーから募集するコーナー
- ゆかりの親指ネットワーク［#53 - #80］
  - リスナーに届いた国境や時空を越えてゆかり宛てに送られた携帯メールを番組へ転送してもらうコーナー
- ゆかりのスイッチ［#78 - #106］
  - リスナーがどれだけ田村ゆかりの領域に近づいているのか、田村ゆかり度チェックができるコーナー
- 引きこもるるぶ［#78 - #106］
  - たまのお休み時間はある。天気もいい。でも外に出たくないという時のために、リスナーから募集した部屋から1歩も出ずにエンジョイする方法を紹介するコーナー
- ゆかりの3つしりとり［#81 - #105］
  - 最初の言葉と最後の言葉をリスナーから募集し、その間を田村ゆかりが即興で3つの言葉でしりとりを繋げるコーナー。
- 極上生徒会長［#103 - #130］
  - 田村ゆかり主演の「極上生徒会」をベースに、リスナーの生徒会経験者からアドバイスをもらって現在生徒会長の人を応援するコーナー。結構まじめなアドバイスが多い。
- 七つで俳句［#107 - #131］
  - 俳句の上の句と下の句だけをリスナーから募集し、中の句を田村ゆかりに即興で答えてもらうコーナー。
  - 当然の7文字厳守であるはずなのだが、末期は「字余り」「字足らず」と本人が言い張り全く守られず、コーナー後に毎回矢野に指摘されていた。のちの放送で田村はこのコーナーを「頭が悪かったので嫌いだった」と語っている。
- マイ・プッチャン［#111 - #131］
  - 上記の「極上生徒会」で本人が演じている毒舌キャラ「プッチャン」がもしリスナーの隣にいたらどう言うかを送ってもらう。
- ゆかりのペラペライングリッシュ [#132 - #146]
  - すぐに使えるゆかり英語をレクチャー。
- ゆかりの鏡［#132 - #159］
  - リスナーが考えた占いでゆかりを占ったらどんな結果が出たかを送るコーナー。
  - コーナー開始の告知時には「田村ゆかりにズバリ言うわよ」だったがすぐに変更された。
- 叶ゆかりのセレブの条件［#132 - #159］
  - 声優界一セレブとは無縁のゆかりが、セレブの心をリスナーからおたよりで学んでいくコーナー。
  - コーナー最終回で「セレブとはセレブリティの略で、元々は有名人を表す言葉だそうです」というメールを受けて、「ゆかりはセレブでした」というまとめで終わった。
- ゆかり教授の脳を鍛えるトレーニング［#151 - #209］
  - 過去の放送などから問題を出題し、ゆかりが答えるコーナー。
- ゆかりの○（まる）かわいい［#158 - #168］
  - 倖田來未はエロかわいい。アンガールズはキモかわいいといったような種類があるように新しい「かわいい」を、ゆかりが本当にかわいいかどうかを判定していくコーナー。
- ゆかりとお話しませんか［#158 - #209］
  - リスナーからゆかりに話しかける言葉と、ゆかりの返事をイメージしての言葉をセットにして送ってもらうコーナー。
  - コーナー開始当初は会話を成立させる事が目的だったが、ゆかりは成立させない事に喜びを感じるようになり、会話が成立しなかったらゆかりの勝ちという自分ルールになった（ゆかりの64勝23敗で終わっている）。
- おとぎ銃士始めました!［#170 - #208］
  - テレビ東京系で放送されていたテレビアニメ「おとぎ銃士 赤ずきん」にちなんだコーナー。リスナーにおとぎ銃士の新メンバーを考えてもらうというもの、ただし新メンバーの名前はおとぎ銃士の後に「あ」で始まり「ん」で終わるのが条件だったが、以下のように変遷している。
  - #170 - #176 「あ」で始まり「ん」で終わる。（赤ずきん）
  - #178 - #184 「さ」で始まり「う」で終わる。（三年寝太郎）
  - #186 - #190 「に」で始まり「め」で終わる。（人魚姫）
  - #192 - #196 「ぐ」で始まり「ら」で終わる。（ぐりとぐら）
  - #198 - #202 「ず」で始まり「み」で終わる。（ズッコケ三人組）
  - #206 - #208 「す」で始まり「ー」で終わる。（スイミー）
- WYC ワールドゆかりチャンピオンシップ[#210 - #272]
  - リスナーから送られた様々な対戦カードに、ゆかりが審判となって独断と偏見で勝敗を付けるコーナー。
  - コーナー開始以来必ず勝敗が付いていたが、#226にて「光とGENJI。かっこいいのはどっち?」という質問に「難しいよぉ!」発言を連発し、最終的にコーナー初の「引き分け」に。
- ゆかりの30秒クッキング[#210 - #274]
  - 田村ゆかり先生が難しい料理のレシピを即興でわかりやすくたった30秒で教えてくれるコーナー。
- ゆかり的歴史の時間[#210 - #274]
  - 教科書じゃ覚えにくい歴史の年号をリスナーから送られてきたかわいい語呂合わせで勉強するコーナー。
- ゆかりのメルヘンホームルーム[#210 - #309]
  - ゆかりからの質問に対するメルヘンな答えを、リスナーから募集するコーナー
  - 一番メルヘンな答えを教えてくれた人には、付箋を2つ。メルヘンな封筒に入れてプレゼントと言っているが、メルヘンな封筒が存在するかは不明。
- まんが日本ゆかり話[#275 - #310]
  - リスナーが考えた昔話のタイトルを募集し、そのタイトルを受けてゆかりが30秒で即興でその話を語るコーナー。
- ゆかりん教授と不思議な町[#275 - #310]
  - 不思議な街に住むリスナーからのなぞなぞにゆかりん教授が答えるコーナー。
  - 難易度は"ユカラット"という単位で表現されている（上限は30で送ったリスナーが設定している）。
  - 正解すると「当然ですわ 英国淑女としては」、不正解だと「わたくしとした事が…」というSEが流れる。
- ゆかりの耳コピ[#275 - #310]
  - 日常で耳にする音をリスナーから募集し、それをゆかりがキーボードで再現に挑戦するコーナー。
- ゆかりの17歳テスト[#311 - #404]
  - リスナーが考えた、大人と17歳とで答えにイメージギャップが出るクイズに答えて、大人なのか17歳なのか判定しようというコーナー。
  - 大人ならば「ピンポーン! ゆかりは大人♥」、17歳ならば「ピンポーン! ゆかりは17歳!!」、その他は「ギュイーン。年齢不詳」というSEが流れる。
- ジャパネットたむら[#312 - #406]
  - リスナーが考えた、ゆかりのリクエストに答える夢の商品の売り込みをするコーナー。コーナー名はジャパネットたかたのパロディ。
- ゲームセンターQR[#311 - #406]
  - リスナーがどうしてもクリアできない架空のゲームの攻略法を、田村課長が30秒で教えてあげるコーナー。コーナー名は「ゲームセンターCX」のパロディで、その「CX（JOCX-DTV）」を「QR（JOQR）」に置き換えたもの。
- ユカリーアントワネット[#311 - #406]
  - 何かがなくて困っているリスナーのお悩みを、ユカリーアントワネット様が解決してくださるコーナー。
- おばあちゃんの知恵袋[#408 - #581]
  - 田村が投げかけた質問を、リスナーが母や祖母などに聞いた際の反応を報告してもらうコーナー。
- Bcc:yukarin@[#407 - #582]
  - ラジオの他の生番組に投稿したのに読まれなかったメールを紹介するコーナー。一度、同じ文化放送の『夕焼け寺ちゃん 活動中』や『笑顔でおは天!!』に送られたと思しきメールが紹介されたこともあった。

※「おばあちゃんの知恵袋」と「Bcc:yukarin@」は基本的に隔週放送ではあるが、Bccが2週以上続く場合もある。
- だんまり姫を笑わせろ[#407 - #582]
  - だんまりを決め込んだ田村を笑わせる為に、構成作家の矢野がリスナーからのネタメールを読み上げるコーナー。
- 捨てられない技術[#407 - #597]
  - ある物を捨てたくないので何に使えばいいかというリスナーからの質問に対し、自称"捨てられない女"田村が回答するコーナー。

## 過去のミニ番組
- 神楽坂ゆか の空色ブルースカイ[#583 - #595]

## ゲスト
- #18（2003年8月3日） 
  - すわひでお
- #51（2004年3月21日） 
  - すわひでお

## 姉妹番組
- 喫茶 黒うさぎ〜秘密の小部屋〜（Oh!sama TV）
  - 2007年5月から配信されている姉妹番組。田村のレコード会社移籍を受けてリニューアル・オープンした。
- 田村ゆかりの黒うさぎの小部屋（db-FM）
  - 2003年4月から2007年5月まで配信されていた姉妹番組。田村のレコード会社移籍を受けて一旦終了した。

### 放送時間の節
1. ↑  2011年3月までは地上デジタルラジオ「文化放送プラス」でも2008年10月5日より同時放送（サイマル放送）されていた。送信所と送信出力がアナログ放送と異なるため、受信できない場所も存在していた。
2. ↑  田村ゆかりのいたずら黒うさぎ
3. ↑  ABCラジオ 番組一覧 土曜の番組
4. ↑  ラジオ番組表 - KBC九州朝日放送
5. ↑  東海ラジオ タイムテーブル
6. ↑  ラジオ福島の番組表 日曜日
7. ↑  ネット開始当初の2010年度は、21:00起点の繰り下げとなっていた。また、2011年度開幕直後から暫くの間は22:00起点の繰り下げで、21時台の番組を全て休止。同年中盤以降は21:30起点の繰り下げとなった。2015年度時点では21:00起点の繰り下げである。
8. ↑  STVラジオ タイムテーブル

### その他の節
1. ↑  FM補完局での開始は制作局（文化放送）基準。ネット局のうち、東海ラジオでは2015年10月から開始されている。
2. 1 2  小坂橋英一、村中宣彦（編）、2006、「感度良好！ビ・ン・カ・ン！声優ラジオ」、『ゲームラボ特別編集「現代視覚文化研究」』、三才ブックス ISBN 4-86199-061-0 p. 78
3. ↑  人気声優・田村ゆかりさんに異変、ラジオ「いたずら黒うさぎ」終了やライブ中止が発表される2016年2月10日 BUZZAP!